# Claudia Amm
Claudia Amm (* 1948 (Anm.) in Köln) ist eine deutsche Schauspielerin.

## Leben
Amm wuchs in Hannover auf und machte dort auch das Abitur. Auch eine Ballettausbildung schloss sie ab und eine als Fremdsprachen-Korrespondentin für Englisch und Französisch. Von 1971 bis 1974 absolvierte sie eine Schauspielausbildung am Lee Strasberg Theatre and Film Institute in Los Angeles und an der Hochschule für Musik, Theater und Medien Hannover.  Sie wurde für zwei Jahre an das Schauspiel Bonn engagiert. Sie spielte viele Rollen der Weltliteratur von der Anja im Kirschgarten bis zur Cordelia in William Shakespeares König Lear.
Später wechselte sie die Schauspielschule, sie ging an das Schauspielhaus Bochum zu Hans Schalla. Anschließend folgte das Deutsche Schauspielhaus in Hamburg.
Es folgten Engagements an der Freien Volksbühne Berlin, am Düsseldorfer Schauspielhaus und wieder am Schauspielhaus Bochum.
Seit 1984 arbeitet Claudia Amm freiberuflich. Sie spielte an Häusern wie dem Württembergischen Staatstheater Stuttgart, am Nationaltheater Mannheim, Renaissance-Theater Berlin, Ernst-Deutsch-Theater Hamburg, bei den Ruhrfestspielen Recklinghausen, Bad Hersfelder Festspielen und auf Tournee.
Zu ihren wichtigsten Rollen gehörten Orsina in Lessings Emilia Galotti, Josi in Eugene O’Neills Ein Mond für die Beladenen sowie Marthe Schwertlein in Goethes Faust.
Ab den 1970er Jahren arbeitete sie für das Fernsehen. Sie spielte in sehr vielen Produktionen wie z.B, Partner gesucht, Die Komplizen oder Der letzte Zeuge.
Auch in Serien wie Ron und Tanja als Mutter Pacul war sie zu sehen.
Am 1. November 1999 wurden Claudia Amm und ihr Lebensgefährte Günter Lamprecht bei einem Klinikbesuch von einem 16-jährigen bei seinem Amoklauf in Bad Reichenhall angeschossen und schwer verletzt. Für Amm folgte eine lange Rekonvaleszenz, inzwischen arbeitet sie aber schon seit Jahren wieder. Sie gastierte am Staatstheater Darmstadt und war einige Male wieder auf Tournee mit Turrinis Josef und Maria.
Zusammen mit ihrem Lebensgefährten, der mit ihr in den Serien Roncalli, Christian Rother – Bankier für Preußen und Ron und Tanja spielte, wohnte Claudia Amm in Schloss Rösberg zwischen Köln und Bonn.

## Filmografie
- 1971: Stückgut
- 1973: Evarella ’73[6] (in der Titelrolle)
- 1973: Polizeistation (Serie)
- 1973: Liebe leidet mit Lust
- 1973: Tatort – Stuttgarter Blüten
- 1974: Hamburg Transit – Ein Koffer zu viel (Serie)
- 1975: Tatort: Wodka Bitter-Lemon
- 1976: Partner gesucht (Serie)
- 1978: Madman
- 1978: Lady Audleys Geheimnis (Zweiteiler)
- 1980: Christian Rother – Bankier für Preußen (Serie)
- 1982: Die Komplizen
- 1983: Is was, Kanzler?
- 1984: Der Alte – Brennweite Tausend (Serie)
- 1986: Roncalli (Serie)
- 1986: Liebling Kreuzberg (Serie, mehrere Folgen)
- 1987: Morgen in Shanghai (Serie)
- 1987: Die Erbschaft
- 1987: Schmerz
- 1987: Gegen die Regel
- 1989: Die Männer vom K3 – Volle Deckung, Kopf runter! (Serie)
- 1990: Ron und Tanja (Mehrteiler)
- 1991: Herrengold
- 1993: Tatort: Tod einer alten Frau
- 1994: Angst
- 1995: Sylter Geschichten – Schlüsselroman (Serie)
- 1997: Berlin – Moskau
- 2000: Vaterliebe
- 2005: Josef und Maria
- 2005: Der letzte Zeuge – Die Sensationsreporterin (Serie)
- 2007: Rosamunde Pilcher – Aus Liebe und Leidenschaft (Serie)
- 2018: Im Wald – Ein Taunuskrimi

## Hörspiel (Auswahl)
- Hamlets Rache. Kriminalhörspiel für Kinder nach William Shakespeare. Bearbeitung: Jürgen Nola, Besetzung: Hamlet: Fritz Fenne, Claudius: Günter Lamprecht, Polonius: Peter Striebeck, Geist: Will Quadflieg, Sprecher: Hans Kemmer, Gertrud: Claudia Amm, u. a. Deutsche Grammophon Production / Universal Music 2003, ISBN 3-8291-1297-1.[7]
- Sushi:Das Hörspiel von Andreas Schäfer. Besetzung: Su: Claudia Amm, Patty: Claudia Gahrke, Easy: Susanne Plassmann, Happy: Suzan Köcher, SEKler: Bodo Primus, Valve Records. ISBN 978-3-00-069680-0

## Auszeichnungen
- 2011: Rolf-Mares-Preis für ihre Rolle als Violet Weston in Eine Familie im Ernst-Deutsch-Theater